# Paranerita aurantiipennis
Paranerita aurantiipennis là một loài bướm đêm thuộc phân họ Arctiinae, họ Erebidae.